# Sara Brandhuber

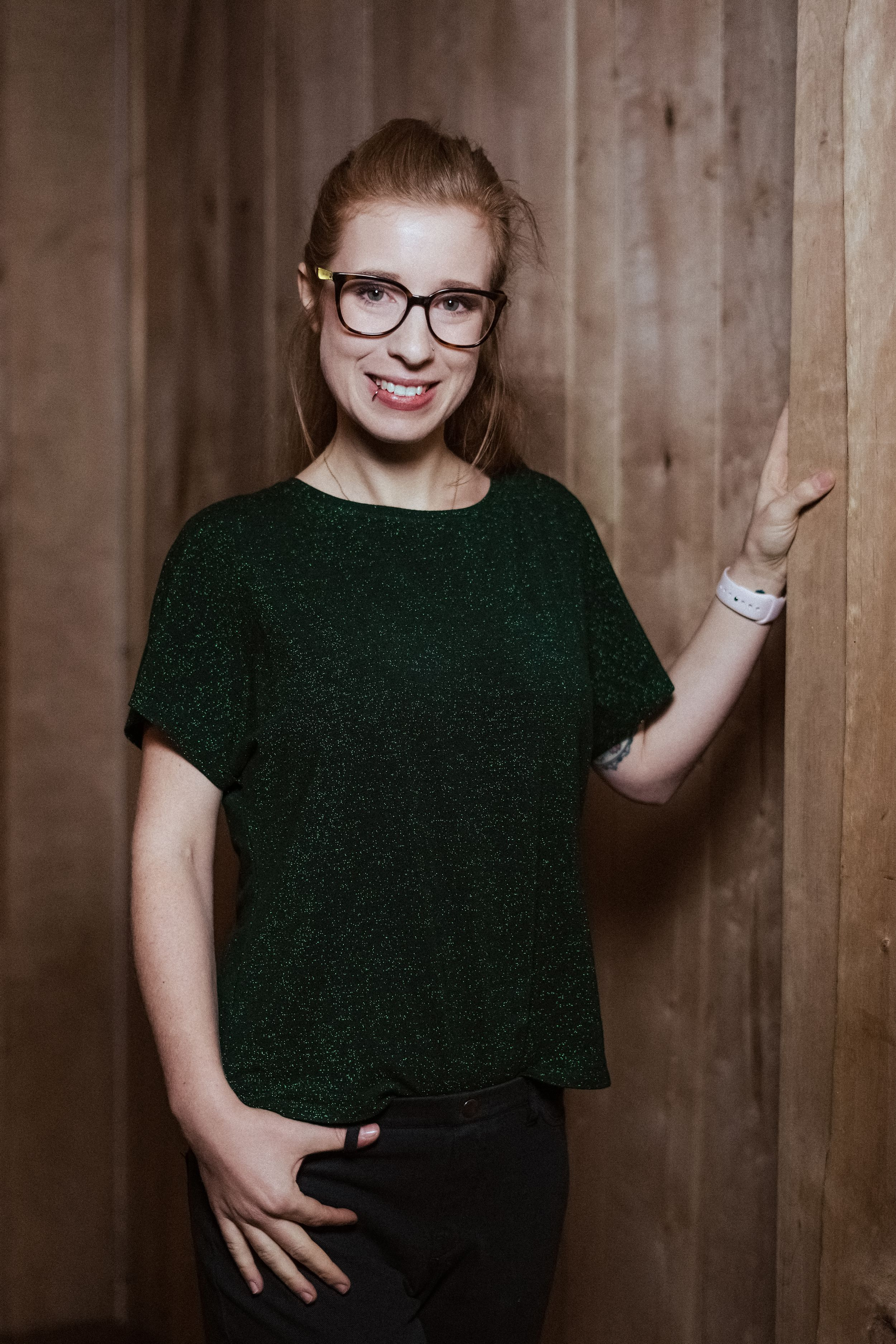
Sara Brandhuber 2019

Sara Brandhuber (* 20. Oktober 1988 in Landshut) ist eine deutsche Kabarettistin und Kinderbuchautorin.

## Leben und Wirken
Brandhuber wuchs im Niederbayerischen Landkreis Landshut in der Gemeinde Kumhausen auf und schloss ein Masterstudium zur Angewandten Forschung in der Sozialen Arbeit ab.
Im März 2017 wurde Brandhuber vom damaligen Bayerischen Heimat- und Kultusminister Markus Söder der Dialektpreis Bayern verliehen. Wenige Tage später folgte der St. Prosper Kabarettpreis der Stiftungsbrauerei Erding.
Im Januar 2018 feierte sie Premiere mit ihrem ersten Bühnenprogramm „I war des fei ned“. Im November 2018 belegte sie den zweiten Platz beim Münchner Kleinkunstpreis ComOly.
Im März 2021 veröffentlichte sie ihr erstes Kinderbuch „Da Gustl findt sei Glück“, das im bairischen Dialekt verfasst und von ihr selbst illustriert ist.
Im Oktober 2021 erschien Brandhubers zweites Bühnenprogramm „Gschneizt und kampelt“, ihr drittes Programm „A scheena Schmarrn!“ im April 2025. 
Brandhuber ist verheiratet, hat zwei Söhne und lebt im Landkreis Erding.

## Diskografie
- I war des fei ned, Urorg Records, Juli 2018
- Gschneizt und kampelt (Studioalbum), Urorg Records, Dezember 2022

## Auszeichnungen
- 2017: Dialektpreis Bayern[5]
- 2017: St. Prosper Kabarettpreis, 1. Platz[6]
- 2018: Kabarettpreis ComOly, 2. Platz[7]
- 2019: Kabarett Kaktus Nominiert[9]